# Bisbat de Dunkeld

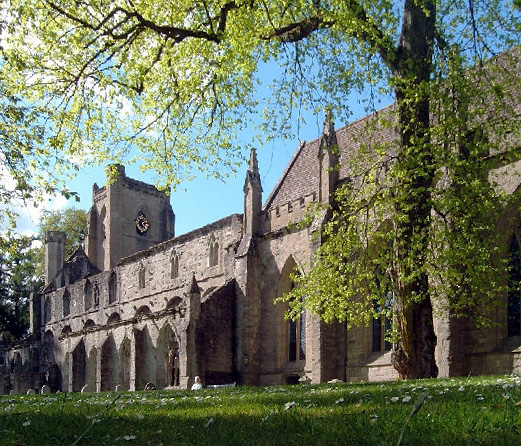
La catedral medieval de Dunkeld, avui lloc de culta de l'Església d'Escòcia.

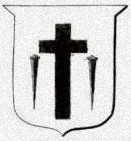
Escut de l'antiga seu de Dunkeld

El bisbat de Dunkeld (anglès: Roman Catholic Diocese of Dunkeld, llatí: Dioecesis Dunkeldensis) és una seu de l'Església Catòlica a Escòcia, sufragània de l'arquebisbat de Saint Andrews i Edimburg. Al 2016 tenia 64.500 batejats sobre una població de 330.864 habitants. Actualment està regida pel bisbe cardenal Stephen Robson.

## Territori
La diòcesi comprèn les següents àrees d'Escòcia: els comtats íntegres d'Angus i Perth i Kinross, part dels comtats de Stirling, Clackmannanshire, Fife, incloent les ciutats i burgs d'Arbroath, Callander, Dunblane, Dundee i Perth.
La seu episcopal és la ciutat de Dundee, on es troba la catedral de Sant Andreu.
El territori s'estén sobre 8.495 km², i està dividit en 44 parròquies.

## Història
La regió dels Pictes del sud (Escòcia meridional) va ser evangelitzada des d'inicis del segle v pel missioner celta sant Ninià, l'obra del qual va ser continuada al segle següent per sant Columba i els missioners escocesos-irlandesos de l'abadia d'Iona. L'activitat missionera i el progrés aconseguit van ser severament provats per les invasions escandinaves a finals del segle viii.
En el mateix període Dunkeld aparegué en el registre històric, quan el rei dels pictes Caustantín mac Fergusa (†820) va erigir un monestir i una església, que presumiblement van ser destruïts el 839 després de la invasió dels vikings que van començar a ferro i foc tot el Fortriu. Després de la mort de Caustantín, les guerres per la supremacia van trobar guanyador Cináed Mac Ailpín que va posar la seva seu a Dunkeld. Va reconstruir el monestir i l'església, on va transferir les relíquies de Santa Columbà des d'Iona. Cinc són els abats de Fortriu lliurats de les fonts. El primer va ser Tuathal McArtguso (849-865); els annals d'Ulster el recorden com «Tuathal m. Artgusso prim-epscop Fortrenn & abbas Duin Caillenn», o "Tuathal, fill d'Artgus, primer bisbe de Fortriu i abat de Dunkeld". És l'únic abat recordat com a bisbe; els seus successors són, de fet, esmentats pels mateixos Annals com a princeps.
Amb el matrimoni entre la princesa anglosaxona Margarida i el rei escocès Malcolm Canmore vers el 1070, va començar per l'Església d'Escòcia un període de reforma gradual que va veure el pas de l'església de tipus celta i monàstica a l'organització basada en la diòcesi. Es va introduir el monaquisme occidental i, durant el regnat d'Edgar (1097-1107), s'erigí per primera vegada una parròquia a Escòcia. El seu successor, Alexandre I (1107-1124), va establir les dues primeres diòcesis escoceses, Dunkeld i Moray, el 20 de juny de 1107.
Posteriorment, Dunkeld va cedir parts de territori per a l'erecció de les diòcesis de Dunblane i Brechin (mitjans del segle xii) i d'Argyll i les illes (principis del segle xiii).
La construcció de la catedral data a inicis del segle xiii, i va ser consagrada pel bisbe Thomas Lauder el 1464, i no es va completar fins a principis del segle xvi. El primer bisbe que va ser enterrat allí va ser Galfred de Liberatione el 1249. Es deu a aquest bisbe la introducció a la catedral del cant gregorià i de la litúrgia ad instar Ecclesiae Sarum.
Amb l'establiment de la seu metropolitana escocesa en la segona meitat del segle xv, Dunkeld, que fins llavors estava immediatament subjecta a la Santa Seu, va estar sotmesa durant un cert període a la seu metropolitana de Glasgow, i més tard es va convertir en sufragània de l'arxidiòcesi de Saint Andrews.
La diòcesi catòlica va acabar el 7 d'agost de 1560, quan el parlament escocès va assumir els articles de la fe protestant. L'últim bisbe catòlic va ser Robert Crichton, un dels tres bisbes que es van negar a unir-se a la nova fe.
La diòcesi va ser restaurada el 4 de març de 1878 mitjançant la butlla Ex supremo Apostolatus del Papa Lleó XIII.

## Cronologia episcopal

### Abans de la Reforma protestant
- Cormac † (abans del 1014 - després del 1031)
- Gregory † (abans del 1147 - 1169 mort)
- Richard I di Prebenda † (1170 - vers 1178 mort)
  - Walter di Bidun † (1178 - 1178 mort) (bisbe electe)
- John I † (1178 - 1203 mort)
- Richard II † (1203 - de maig de 1210 mort)
- John II di Leicester † (13 de juny de o 22 de juliol de 1212 - 7 d'octubre de 1214 mort)
- Hugh di Sigillo † (1214 - 6 de gener de 1229 mort)
  - Matthew the Scot † (1229 mort) (bisbe electe)
- Gilbert † (1229 - 30 de març de 1236 mort)
- Galfred di Liberatione † (6 de setembre de 1236 - 22 de novembre de 1249 mort)
  - David † (bisbe electe)
- Richard III di Inverkeithing † (1250 - 16 d'abril de 1272 mort)
- Robert di Stuteville † (7 de maig de 1273 - 1283 mort)
  - Hugh di Strivelyn † (bisbe electe)
- William † (13 de desembre de 1283 - vers 1287 mort)
- Matthew di Crambeth † (10 d'abril de 1288 - 1309 mort)
- William Sinclair † (8 de maig de 1312 - 27 de juny de 1337 mort)
  - Sede vacante (1337-1344)
- Richard IV di Pilmor † (5 de juliol de 1344 - vers 1347 mort)
- Donnchadh di Strathearn † (15 d'octubre de 1347 - 1354 mort)
- John III † (18 de maig de 1355 - 1370)
- Michael di Monymusk † (26 de juliol de 1372 - 1 de març de 1376 mort)
  - Andrew Umphray † (17 de juny de 1377 - ? mort) (bisbe electe)
- Bisbes d'obediència romana:
  - Robert Derling † (30 d'octubre de 1379 - vers 1384/1390 mort)
  - Nicolas Duffeld, O.E.S.A. † (3 de maig de 1390 - 1426 mort)
  - William Gunwardby † (vers 1430 - 1457 mort)
- John di Peblys † (19 d'octubre de 1379 - 1390 mort)
- Robert Sinclair † (1 de febrer de 1391 - abans del 27 de novembre de 1398 mort)
- Robert di Cardeny † (27 de novembre de 1398 - 16 de gener de 1436 mort)
  - Donald MacNachtane (o MacNaughton) † (1436 - ? mort) (bisbe electe)
- James Kennedy † (1 de juliol de 1437 - 28 de maig de 1440 nomenat bisbe de Saint Andrews)
  - Alexander Lauder † (6 de juny de 1440 - 11 d'octubre de 1440 mort) (bisbe electe)
  - Thomas Livingston † (29 de novembre de 1440 - 1450 renuncià) (antibisbe)
- James Bruce † (6 de febrer de 1441 - 3 de febrer de 1447 nomenat bisbe de Glasgow)
- William Turnbull † (10 de febrer de 1447 - 27 d'octubre de 1447 nomenat bisbe de Glasgow)
- John Ralston † (27 d'octubre de 1447 - 1452 mort)
- Thomas Lauder † (28 d'abril de 1452 - 1475 renuncià)
- James Livingston † (2 d'octubre de 1475 - 30 d'agost de 1483 mort)
- George Brown † (22 d'octubre de 1483 - 14 de gener de 1514 mort)
- Gavin Douglas † (25 de maig de 1515 - 1522 mort)
- Robert Cockburn † (27 d'abril de 1524 - ? mort)
- George Crichton, C.R.S.A. † (25 de juny de 1526 - 24 de gener de 1544 mort)
- John Hamilton † (17 de desembre de 1544 - 28 de novembre de 1547 nomenat arquebisbe de Saint Andrews)
- Robert Crichton † (28 de novembre de 1547 succeduto - de març de 1585 mort)
  - Seu suprimida

### Després de la Reforma protestant
- George Rigg † (22 de març de 1878 - 18 de gener de 1887 mort)
  - Sede vacante (1887-1890)
- James August Smith † (14 d'agost de 1890 - 30 d'agost de 1900 nomenat arquebisbe de Saint Andrews i Edimburg)
- Angus MacFarlane † (21 de febrer de 1901 - 24 de setembre de 1912 mort)
- Robert Fraser † (14 de maig de 1913 - 28 de març de 1914 mort)
- John Toner † (8 de setembre de 1914 - 31 de maig de 1949 mort)
- James Donald Scanlan † (31 de maig de 1949 succeduto - 23 de maig de 1955 nomenat bisbe de Motherwell)
- William Andrew Hart † (27 de maig de 1955 - 26 de gener de 1981 jubilat)
- Vincent Paul Logan (26 de gener de 1981 - 30 de juny de 2012 renuncià)
- Stephen Robson, des de l'11 de desembre de 2013

## Estadístiques
A finals del 2016, la diòcesi tenia 64.500 batejats sobre una població de 330.864 persones, equivalent al 19,5% del total.
| any  | població | població | població | sacerdots | sacerdots       | sacerdots       | sacerdots             | diaques | religiosos | religiosos | parròquies |
| ---- | -------- | -------- | -------- | --------- | --------------- | --------------- | --------------------- | ------- | ---------- | ---------- | ---------- |
| any  | batejats | total    | %        | total     | clergat secular | clergat regular | batejats por sacerdot | diaques | homes      | dones      |            |
| 1950 | 50.439   | 553.363  | 9,1      | 61        | 37              | 24              | 826                   |         | 33         | 90         | 24         |
| 1970 | 50.860   | 500.000  | 10,2     | 107       | 80              | 27              | 475                   |         | 39         | 85         | 38         |
| 1980 | 49.100   | 451.000  | 10,9     | 72        | 45              | 27              | 681                   |         | 44         | 74         | 38         |
| 1990 | 50.000   | 462.100  | 10,8     | 67        | 49              | 18              | 746                   |         | 30         | 75         | 39         |
| 1999 | 45.000   | 450.000  | 10,0     | 53        | 37              | 16              | 849                   | 10      | 19         | 54         | 38         |
| 2000 | 45.000   | 450.000  | 10,0     | 50        | 37              | 13              | 900                   | 11      | 14         | 44         | 38         |
| 2001 | 43.000   | 443.000  | 9,7      | 49        | 36              | 13              | 877                   | 10      | 16         | 41         | 38         |
| 2002 | 43.000   | 400.000  | 10,8     | 45        | 34              | 11              | 955                   | 9       | 14         | 40         | 38         |
| 2003 | 43.000   | 400.000  | 10,8     | 46        | 35              | 11              | 934                   | 13      | 14         | 42         | 38         |
| 2004 | 43.000   | 400.000  | 10,8     | 45        | 35              | 10              | 955                   | 12      | 13         | 38         | 38         |
| 2006 | 43.000   | 400.000  | 10,8     | 43        | 33              | 10              | 1.000                 | 9       | 13         | 35         | 35         |
| 2013 | 44.100   | 411.500  | 10,7     | 40        | 27              | 13              | 1.102                 | 4       | 14         | 21         | 35         |
| 2016 | 64.500   | 330.864  | 19,5     | 42        | 29              | 13              | 1.535                 | 7       | 15         | 12         | 44         |